# Giulio Gabrielli le Jeune
Giulio Gabrielli, le Jeune (Rome, 20 juillet 1748 - Albano Laziale, 26 septembre 1822) est un homme d'État et dignitaire de l'Église catholique romaine.

## Jeunesse et carrière curiale
Gabrielli naît à Rome dans une famille princière originaire de Gubbio (à l'époque dans les États pontificaux, aujourd'hui en Ombrie). Ses parents sont le marquis (plus tard prince) Angelo Gabrielli et la marquise Caterina Trotti-Bentivoglio, la plus belle femme dans la Rome du milieu du XVIIIe siècle, célébrée par Giacomo Casanova comme la marquise G..
Il étudie le droit à l'Université La Sapienza et, encore laïc, est nommé protonotaire apostolique, rapporteur à la Sacrée Congrégation de la bonne gouvernance et, en 1787, secrétaire de la Sacrée Congrégation du Concile. Il n'est ordonné prêtre que le 23 mars 1800, mais moins d'un an plus tard, le pape Pie VII le crée cardinal, lors du consistoire du 23 février 1801. Il reçoit la barrette rouge le 26 février et le titre de cardinal-prêtre de San Tommaso in Parione le 20 juillet. Le 11 janvier 1808, il est nommé évêque de Senigallia par Pie VII, dans sa chapelle privée.

## À la Secrétairerie d'État: dans la tourmente
Le 26 mars 1808, au milieu de la crise entre la France et la papauté, Pie VII nomme Gabrielli cardinal secrétaire d'État. Il est à l'époque considéré comme le gardien le plus fidèle de l'Église et parmi les plus ardents adversaires de Napoléon et du général de Miollis. Conscient des risques liés à sa nomination, il répond ainsi au messager envoyé par Pie VII qui lui demande s'il a l'intention d'accepter: « Je le dois à toutes sortes de titre. Sujet du Saint Père, membre de sa noblesse, cardinal de sa création, je lui dois cette preuve de mon dévouement ».   Le 16 juin il est arrêté par les troupes françaises dans son bureau au Palais du Quirinal, à Rome et contraint de se déplacer à Senigallia; il est ensuite déporté à Novare, puis à Milan, la capitale du Regno italico, où Eugène de Beauharnais, embarrassé, lui rend hommage et lui donne hospitalité. Deux jours après l'arrestation, il est remplacé par le cardinal Bartolomeo Pacca, pro-secrétaire d'État.
En 1809, Gabrielli est à nouveau déplacé : cette fois-ci en France, à Sedan. En 1810, il est parmi les treize cardinaux qui refusent de participer à la cérémonie du mariage entre Napoléon et Marie-Louise d'Autriche, et qui sont sévèrement punis par l'Empereur et contraints d'abandonner leurs vêtements rouges (ils sont par conséquent appelés les cardinaux noirs). En 1813, il rejoint Pie VII dans son exil à Fontainebleau, où il est l'une des personnalités les plus influentes de la cour pontificale reconstituée. L'année suivante, dans une tentative de soustraire le pape de l'influence du cardinal, Napoléon décide de l'enfermer à nouveau au Vigan, dans les Cévennes : ici le vicomte Henri d'Alzon, le père d'Emmanuel d'Alzon, lui donné hospitalité dans l'hôtel de La Condamine. On raconte au Vigan que le cardinal avait  été tellement charmé par la beauté du paysage et le respect que lui portaient les habitants du lieu, qu'il eut à déclarer : « Bonaparte a cru m’affliger, hé bien, il m’a envoyé dans un vrai paradis ».

## Retour à Rome
En avril 1814, après l'abdication de Napoléon, il est finalement libéré et rentre à Rome, où le pape le nomme secrétaire de la Chancellerie des Brefs Apostoliques, préfet de la Sacrée Congrégation du Concile (26 juillet 1814) et cardinal protecteur des Augustins. En 1816, il démissionne du gouvernement pastoral du diocèse de Senigallia. En 1819, il devient cardinal proto-prêtre et, par conséquent, opte pour le titre de San Lorenzo in Lucina, que deux siècles plus tôt avait appartenu à son ancêtre et homonyme Giulio Gabrielli l'Aîné (1603-1677). En 1820, il démissionne également de sa charge de préfet de la Congrégation du Concile et est nommé pro-dataire de Sa Sainteté.

## La fin
Pendant la vieillesse de Pie VII, il est considéré, avec le cardinal Consalvi, comme l'un de ses successeurs les plus probables à la guide de l'Église, mais décède moins d'un an avant la mort du pape : une courte maladie l'emporte dans sa villa d'été à Albano Laziale, dans la région des Castelli Romani, en septembre 1822. Son corps est exposé au palais de la Daterie, et ensuite dans la basilique de la Minerve, où ses obsèques ont lieu le 1er octobre. Il est inhumé dans la chapelle Gabrielli dans cette même église.
L'amertume marquera la vie du cardinal : son frère aîné, le prince Pietro Gabrielli (1746-1824), est un partisan de Napoléon et pendant le rattachement des États pontificaux à l'Empire est maire-adjoint de Rome. Parmi les fils de ce dernier, le prince Mario Gabrielli (1773-1841), neveu du cardinal Giulio, arrivera à épouser, en 1815, Charlotte Bonaparte (1795-1865), fille aînée de Lucien Bonaparte et nièce de l'Empereur; son frère, le prince Pompeo Gabrielli (1780-1861), servira dans la Grande Armée comme officier de cavalerie de la Garde impériale, jusqu'à la bataille de Waterloo. 

## Succession apostolique
Giulio Gabrielli le Jeune a ordonné les évêques suivants :
- Archevêque Mario Ancaiani (1814)
- Évêque Carlo Fioravanti (1814)